# زمین‌لرزه ۱۹۸۷ پرو
زمین‌لرزه پرو  در تاریخ ۲ اکتبر ۱۹۸۷ میلادی، برابر با ‎۱۰ مهر ۱۳۶۶، ساعت ۲۲:۲۷:۵۵ به زمان یوتی‌سی در پرو رخ داد. ژرفای این زلزله ۲۹٫۸ کیلومتر بود، و بزرگی آن ۵٫۶ در مقیاس Mw اعلام شده‌است. زمین‌لرزه به وقت محلی در روز جمعه، ساعت ۱۷ روی داده و منطقه زمانی آن یوتی‌سی -۵ بوده‌است .
سازمان زمین‌شناسی آمریکا نیز رومرکز این زمین‌لرزه را در مختصات ۸°۰۸′۳۱″جنوبی ۷۷°۵۷′۱۴″غربی / ۸٫۱۴۲°جنوبی ۷۷٫۹۵۴°غربی و ژرفای آنرا در ۱۹ کیلومتر گزارش کرده‌است. بزرگی برگزیدهٔ این سازمان از میان بزرگیهای محاسبه‌شدهٔ مختلف ۵٫۴ در مقیاس Mb بوده و از دید اثر، در میان چهار دسته‌بندی «نامحسوس»، «محسوس»، «زیان‌آور» یا «با تلفات»، زلزله را «با تلفات» اعلام کرده‌است.چندین ساختمان در زمین‌لرزه آسیب دیده است.
پروژهٔ «تنسور گشتاور مرکزوار» زاویه‌های (راستا، شیب، ریک) گسل سازندهٔ زمین‌لرزه و صفحه عمود بر آنرا (°۲۹۶، °۴۳، °۱۵۷-) یا (°۱۸۹، °۷۴، °۴۹-) و نوع گسل را «امتدادلغز» فرارسانده‌است.
شمار کشتگان زلزله حدود ۳ نفر بوده‌است.تعداد زخمیان ۰ نفر برآورده شده‌است.